# Evangelické kolegium (Prešov)
Evangelické kolegium (slovensky Evanjelické kolégium) je bývalá školní budova v Prešově v níž v letech 1667–1918 sídlil stejnojmenný školní ústav.

## Historie
Rozhodnutí o založení evangelického kolegia bylo přijato 18. listopadu, 1665 v Košicích, na zasedání hornouhorských protestantských stavů a v roce 1667 v něm začala výuka. Tato vyšší evangelická škola, měla být protiváhou tehdejší Trnavské jezuitské univerzity. Vzorem pro založení tohoto kolegia byly podobné evangelické školy v Německu.
Charakter studia byl gymnaziální. V nejvyšších ročnících se studovala i teologie a filozofie. Ve škole se přednášelo v duchu protestantské scholastiky a pronikali do ní i jiné názory novověké filosofie.
V období let 1671 až 1785 vlivem velkých politických událostí v budově sídlili císařští vojáci ale zejména jezuité. Až s pomocí císaře Josefa II. se podařilo evangelíkům budovu koupit, a tak v roce 1785 již v ní mohla znovu probíhat gymnaziální výuka. V roce 1815 se na kolegiu začalo, přednášet i právo. V 19. století se kolegium stalo jednou z nejvýznamnějších vyšších škol v celém tehdejším Uhersku. Po pádu absolutismu a po rakousko-maďarském vyrovnání 1867, nastal nový dynamický rozvoj školy. Kolegium se stalo mohutným školním ústavem, ve kterém se sdružovalo plnotřídní gymnázium, právnická a teologická akademie a učitelský ústav. Prešovské kolegium v této podobě přestalo existovat po vzniku Československa.

## Profesoři
Od začátku na kolegiu vyučovali významní profesoři nejen z celého Uherska, ale i z jiných zemí. Například: Samuel Pomarius, Eliáš Ladiver, Ján Rezík či Samuel Mathaeides. Krátký čas tam působil i Jan Amos Komenský. Další profesoři:
- Izák Caban
- Gregor Fábri
- Michal Greguš
- Michal Hlaváček
- Ján Samuel Klein
- Eliáš Ladiver
- Samuel Marek Schiller-Szinessy

## Absolventi
Mezi prvními absolventy kolegia byly takové významné osobnosti jako vůdce protihabsburského povstání Imrich Tököly, barokní malíř Jakob Bogdani a jiní. Další absolventi jsou:
- Anton Beskid
- Štefan Marko Daxner
- Ján Francisci-Rimavský
- Adam Hlovík
- Michal Miloslav Hodža
- Pavol Országh Hviezdoslav
- Ferenc Kazinczy
- Béla Kéler
- Lajos Kossuth
- Károly Thern
- Jonáš Záborský